# Adel Lami
Adel Lami (Al Kuwait, 13 novembre 1985) è un ex calciatore qatariota, di ruolo centrocampista.